# Delegazione apostolica di Viterbo
La delegazione apostolica di Viterbo fu una suddivisione amministrativa dello Stato della Chiesa, istituita nel 1816 da papa Pio VII nel territorio del Lazio. Nella sua conformazione definitiva confinava a nord e a ovest con il Granducato di Toscana, a ovest con la delegazione di Civitavecchia, a sud con la delegazione di Civitavecchia e la comarca di Roma, a est con le delegazioni di Orvieto, Spoleto e Rieti. Anteriormente al 1831 la delegazione di Viterbo includeva invece il territorio orvietano e confinava a nord e a est con la delegazione di Perugia.
Era una delegazione di 2ª classe. In seguito alla riforma amministrativa di Pio IX il 22 novembre 1850 confluì nel circondario di Roma. Dopo la presa di Roma (20 settembre 1870) fu trasformata nel circondario di Viterbo della provincia di Roma.